# Pacta sunt servanda
Pacta sunt servanda (latinski: ugovori se trebaju poštovati) osnovno je načelo ugovornog prava po kojem je zaključeni ugovor zakon za ugovorne strane, koje su dužne ispuniti svoje obveze na način određen ugovorom i odgovorne su za ispunjenje tih obveza.
Načelo pacta sunt servanda važno je s aspekta međunarodnog prava, odnosno prava međunarodnih ugovora. Svaki međunarodni ugovor koji je na snazi veže stranke i one ga moraju izvršavati u dobroj vjeri.